# Max Neugebauer
Max Neugebauer foi um confeiteiro e empresário teuto-brasileiro.
Após o irmão Franz, confeiteiro, ter vindo ao Brasil em 1887, verificou o interesse das autoridades locais na implantação de uma empresa do ramo alimentício. Após conseguir um prédio para sua instalação, Franz pediu a seu irmão Ernest que se especializasse, na Alemanha, no ramo de confeitaria e chocolates, e que Max viesse ao Brasil para iniciarem a indústria.
Em 1891 finalmente foi fundada, em Porto Alegre, juntamente com o sócio Fritz Gerhardt, a Neugebauer Irmãos & Gerhardt. No início vendia os produtos artesanais da empresa de porta-em-porta, no lombo de cavalos, logo substituídos por veículos e equipes de vendas que expandiram a comercialização dos doces e chocolates para locais mais distantes.
Em 1896 a empresa já era de sucesso, com mais um prédio. Nesse ano, o sócio Fritz Gerhardt desligou-se da empresa, que passou a chamar-se Neugebauer & Irmãos, que continuou crescendo até se tornar a maior empresa do bairro Navegantes de Porto Alegre, vizinha da tecelagem de A. J. Renner.

## Fonte de referência
- SCHEMES, Claudia. Pedro Adams Filho: empreendedorismo, indústria calçadista e emancipação de Novo Hamburgo. Tese. PUCRS. Porto Alegre, 2006.